# Bataille du cap Burnas
Front de l'Est (Seconde Guerre mondiale)
Batailles
- Constanța
- 26 juin 1941
- 9 juillet 1941
- München
- Odessa
- Crimée (1941)
- 6 décembre 1941
- Jibrieni
- Cap Burnas
- Kertch-Eltigen
- Crimée (1944)

- Raids soviétiques de surface
- Opérations navales roumaines

Campagnes sous-marines
- 1941
- 1942
- 1943
- 1944

La bataille du cap Burnas était un engagement naval entre les marines soviétique et roumaine près de la Lagune de Burnas en octobre 1942. Cette action de la campagne de la mer Noire durant la Seconde Guerre mondiale a eu lieu le 1er octobre 1942.

## Bataille
Le 1er octobre 1942, le sous-marin soviétique M-118'  de classe M a attaqué et coulé le navire de transport allemand Salzburg , qui transportait à bord 2.000 prisonniers de guerre soviétiques. 
Après l'attaque, le sous-marin M-118  a été localisé par un hydravion allemand BV 138C, et les canonnières roumaines Sublocotenent Ghiculescu Ion et Stihi Eugen ont été envoyées sur les lieux. Les deux navires de guerre roumains ont attaqué le sous-marin soviétique avec des charges profondes, le coulant sur place.

## Versions alternatives
Les enquêtes récentes dans la région n'ont pas réussi à trouver l'épave dans l'emplacement de naufrage allégué et il a été soulevé la version alternative que M-118 a été perdu en raison de l'attaque allemande d'hydravion ou d'un champ roumain du barrage "S-30". 
Dans le même temps, une source littéraire atteste que deux sous-marins soviétiques auraient été coulés par des unités de surface roumaines. Il y a plusieurs sous-marins soviétiques qui auraient été coulés par des navires de guerre de surface roumains, mais les deux revendications les plus valables sont M-118 et Shch-206, coulés le 9 juillet 1941.

### Articles externes
- (ru) Flotte de la mer Noire
- (en) Romanian Armed Forces in the Second World War